# Don Juan en Alcalá
Don Juan en Alcalá es la representación teatral del Don Juan Tenorio, según la obra de José Zorrilla, celebrada en Alcalá de Henares. Se interpreta anualmente, desde 1984, en el fin de semana más cercano al día uno de noviembre de cada año.

## Historia

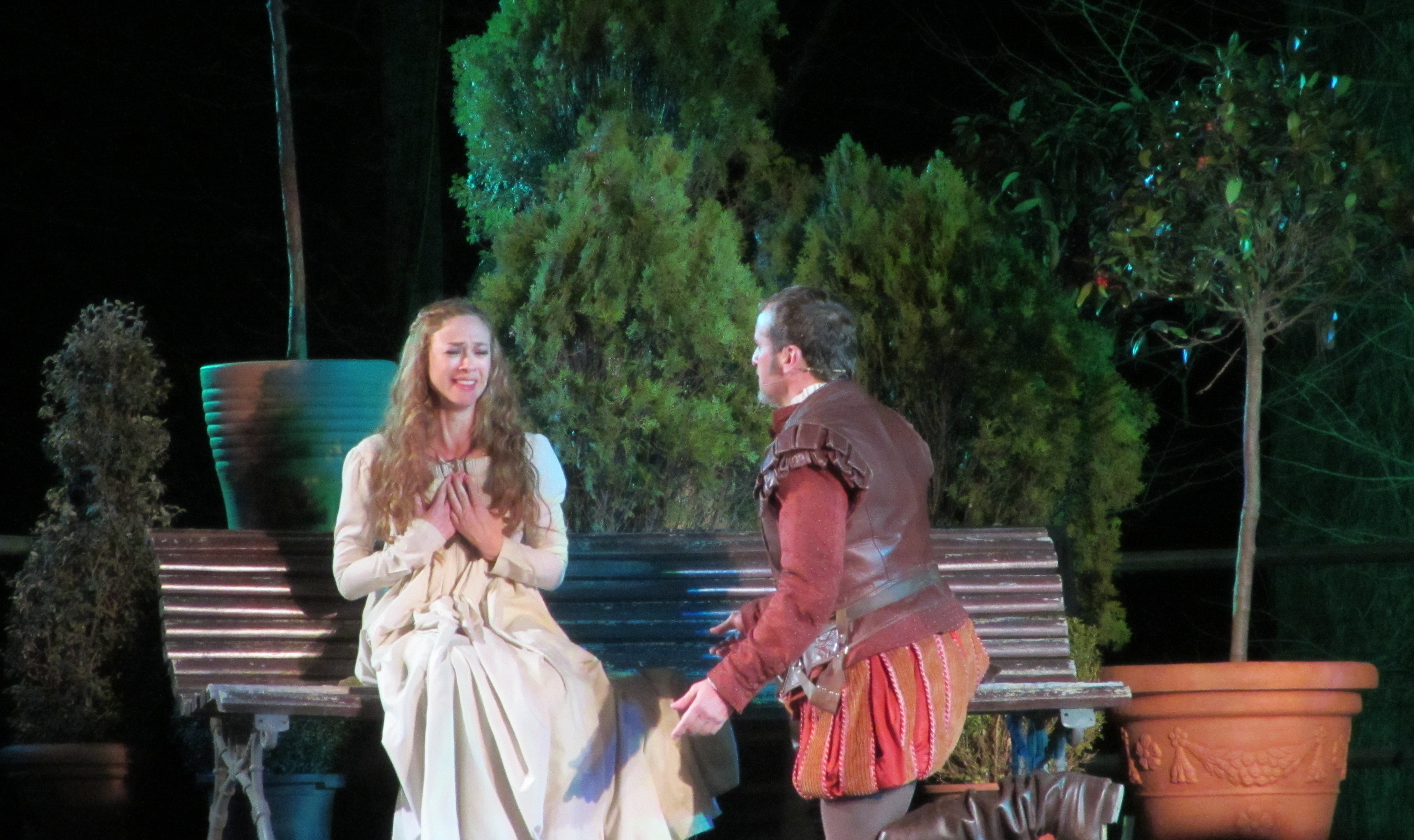
Doña Inés y don Juan en 2014.

En 1984 comenzaron las representaciones anuales del Don Juan en Alcalá, en el casco histórico de la ciudad de Alcalá de Henares. Inicialmente lo organizaba la Fundación Colegio del Rey, tras su clausura lo asumió directamente el Ayuntamiento de Alcalá de Henares desde 2008. Cuenta con el apoyo de la Comunidad de Madrid y del Ministerio de Cultura. Fue declarada Fiesta de Interés Turístico Regional en el año 2002, y en 2018 Fiesta de Interés Turístico Nacional.
El Don Juan alcalaíno se caracteriza por su formato itinerante dentro de la ciudad complutense, al aire libre, gratuito y con notable asistencia de público. Los escenarios se sitúan en diferentes emplazamientos urbanos: la plaza de Cervantes, la plaza de los Santos Niños y especialmente en el "huerto del Palacio Arzobispal" por dentro del  histórico recinto amurallado.
Cada año es diferente, tanto en su presentación como en su interpretación, aunque siempre basándose en la obra de teatro Don Juan Tenorio de José Zorrilla. Se combinan actores profesionales como Pedro Mari Sánchez, Fernando Gil, Maribel Verdú o Michelle Jenner, interpretando los principales papeles, junto con actores aficionados locales en los secundarios.
Se realizan dos representaciones teatrales, generalmente al caer la noche del viernes y del sábado más próximos al uno de noviembre.

## Representaciones anuales
| Año (edición) | Director                     | Don Juan                | Doña Inés                    | Otros intérpretes                                                 | Observaciones | Dosier y cartel |
| ------------- | ---------------------------- | ----------------------- | ---------------------------- | ----------------------------------------------------------------- | --- | --- |
| 1984 (1.ª)    | Antonio Guirau               | Juan Diego              | María José Goyanes           | Rafaela Aparicio                                                  | Representación itinerante por la ciudad, 2 y 3 de noviembre I Jornadas en torno al mito de Don Juan (del 29 de octubre al 3 de noviembre) | |
| 1985 (2.ª)    | Antonio Guirau               | Manuel Gallardo         | María Casal                  | Mary Santpere                                                     | Representación itinerante por la ciudad, 1 y 2 de noviembre | |
| 1986 (3.ª)    | Antonio Guirau               | Tony Isbert             | Amparo Larrañaga             | Gracita Morales Teo Marín                                         | Representación itinerante por la ciudad, 31 de octubre y 1 de noviembre | |
| 1987 (4.ª)    | Antonio Guirau               | Fernando Guillén Cuervo | Maribel Verdú                | Aurora Redondo Carlos Lemos Teo Marín                             | Representación itinerante por la ciudad, 31 de octubre y 1 de noviembre Versión romántica con ilustraciones musicales | |
| 1988 (5.ª)    | Antonio Guirau               | Tony Isbert             | Maribel Verdú                | Carmen Rossi                                                      | Representación itinerante en el recinto del Palacio Arzobispal, 31 de octubre y 1 de noviembre | |
| 1989 (6.ª)    | Ángel Facio                  | Joan Llaneras           | Maruchi León                 | Rosa de la Torre                                                  | Representación itinerante por la ciudad, 31 de octubre y 1 de noviembre Versión años veinte del siglo XX | |
| 1990 (7.ª)    | Francisco Ortuño             | Joaquín Hinojosa        | Eva Isanta                   | Carmen Rossi Luis Merlo                                           | Representación itinerante en el patio de armas del Palacio Arzobispal, 31 de octubre y 1 de noviembre | |
| 1991          |                              |                         |                              |                                                                   | Sin representación | |
| 1992 (8.ª)    | Agapito Martínez Paramino    | Francisco Mateo         | Gemma Pablo                  |                                                                   | En la plaza de los Santos Niños, 30 y 31 de octubre Versión romántica sobre textos de Byron, Montherlant y Zorrilla Canciones interpretadas por la Schola Cantorum                                                                                    | |
| 1993 (9.ª)    | Guillermo Baeza              | Pedro Mari Sánchez      | Esther Rodríguez Caballero   | Antonio Dechent Isabel de Antonio                                 | Representación itinerante en la plaza de los Santos Niños, 31 de octubre y 1 de noviembre | |
| 1994 (10.ª)   | Emilio Arjona Carrasco       | Juan Alcázar            | Carmen Arenas Mar Cambronero | Carmen Lagunas Carmen Ocaña                                       | | |
| 1995 (11.ª)   | Fernando Borlán              | Javier Mejía            | María Pedroviejo             | J.A. Suárez de Puga, Marta Gutiérrez y Josefina Martínez          | | |
| 1996 (12.ª)   | Agapito Martínez             | David Ortega            | Gemma Pablo                  | Sonia Jiménez                                                     | | |
| 1997 (13.ª)   | Antonio Guirau               | Luis Merlo              | Silvia Marsó                 | Carmen Rossi                                                      | | |
| 1998 (14.ª)   | Antonio Guirau               | Luis Merlo              | Beatriz Rico                 | Carmen Rossi                                                      | | |
| 1999 (15.ª)   | María Ruiz                   | Jesús Cisneros          | Yolanda Arestegui            | Carmen Rossi                                                      | | |
| 2000 (16.ª)   | María Ruiz                   | Pedro Mari Sánchez      | Yolanda Arestegui            | Berta Riaza                                                       | | |
| 2001 (17.ª)   | Luis Dorrego Funes           | Liberto Rabal           | Lidia Navarro                | Isabel de Antonio                                                 | | |
| 2002 (18.ª)   | María Ruiz                   | Juan José Artero        | Eva Isanta                   | Petra Martínez                                                    | | |
| 2003 (19.ª)   | Eduardo Vasco                | Ginés García Millán     | Cristina Pons                | Julia Trujillo                                                    | | |
| 2004 (20.ª)   | Natalia Menéndez             | Marcial Álvarez         | Irene Visedo                 | Ana Frau                                                          | | |
| 2005 (21.ª)   | Jaime Azpilicueta            | Mariano Alameda         | Yolanda Ulloa                | Marisol Ayuso                                                     | | |
| 2006 (22.ª)   | Santiago Sánchez             | Fernando Gil            | Savitri Ceballos             | Petra Martínez                                                    | | |
| 2007 (23ª)    | Santiago Sánchez             | Fernando Gil            | Alba Alonso                  | Trinidad Iglesias                                                 | | |
| 2008 (24ª)    | Laila Ripoll                 | Juan Codina             | Michelle Jenner              | Concha Cuetos Francisco Valladares                                | Grupo de Teatro Punto y Aparte Schola Cantorum Banda de Música de Meco | |
| 2009 (25ª)    | Juan Polanco                 | Héctor Colomé           | Karmele Aranburu             | Jacobo Dicenta y Marisol Ayuso                                    | Grupo de Teatro Punto y Aparte Schola Cantorum | |
| 2010 (26ª)    | Juan Polanco                 | Jordi Rebellón          | Ana Santos-Olmo              | Lolita Flores                                                     | | |
| 2011 (27ª)    | Juan Polanco                 | Ramón Langa             | Lidia Palazuelos             | Karmele Aranburu                                                  | | |
| 2012 (28ª)    | Jorge Muñoz                  | Cristóbal Suárez        | Sara Rivero                  | Carolina Solas                                                    | Academia del Verso de Alcalá | |
| 2013 (29ª)    | Carlos Aladro                | Jesús Noguero           | Rebeca Hernando              | Pastora Vega                                                      | | |
| 2014 (30ª)    | Carlos Aladro                | Fernando Cayo           | Marta Hazas                  | Yolanda Arestegui                                                 | Representación itinerante por la ciudad | |
| 2015 (31ª)    | Eduardo Vasco                | Ginés García Millán     | Miryam Gallego               | Yolanda Arestegui                                                 | Coro de Jóvenes de Madrid | |
| 2016 (32ª)    | Tim Hoare y Rodrigo Arribas  | Javier Collado          | Raquel Nogueira              | Montse Díez                                                       | | |
| 2017 (33ª)    | Pedro A. Penco               | Guillermo Serrano       | Ana Batuecas                 | Memé Tabares                                                      | | |
| 2018 (34.ª)   | Yayo Cáceres                 | Fran Perea              | Luz Valdenebro               | Daniel Freire                                                     | Escenarios en Huerta del Obispo Música en directo por la Schola Cantorum de Alcalá de Henares | |
| 2019 (35ª)    | Yayo Cáceres                 | Fran Perea              | Luz Valdenebro               | Daniel Freire                                                     | Escenarios en Huerta del Obispo Música en directo por la Schola Cantorum de Alcalá de Henares | |
| 2020          |                              |                         |                              |                                                                   | Representación anulada por la pandemia de COVID-19 | |
| 2021          |                              |                         |                              |                                                                   | En torno al mito de Don Juan | [[File:Alcalá de Henares (22 de octubre al 27 de noviembre de 2021) En torno al mito de Don Juan, tríptico.pdf\|250px\|alt={{{Alt\|{{{descripción}}}]] |
| 2022 (36.ª)   | Pepa Gamboa                  | Daniel Muriel           | Candela Serrat               | Eva Isanta Joaquín Notario Antonio Albella Críspulo Cabezas       | 5 escenarios en Huerta del Obispo Danza escénica flamenca por el bailaor Eduardo Guerrero y contemporánea por el Taller Danza de la Concejalía de Juventud e Infancia de Alcalá de Henares.                                                           | |
| 2023 (37ª)    | Triana Lorite                | Daniel Muriel           | Ana Ruiz                     | Eva Isanta Juan Fernández Mejías Antonio Albella Críspulo Cabezas | Representación en 5 escenarios en la Huerta del Obispo, el 28 y 29 de octubre. Danza escénica flamenca por el bailaor Eduardo Guerrero y mapping como elemento audiovisual. Se retransmite en directo para las residencias de la Comunidad de Madrid. | |
| 2024 (38.ª)   | Joe O’Curneen y David Ottone | Antonio Pagudo          | Julia Piera                  | Rafa Maza Rodrigo Sáenz de Heredia                                | Producción: Compañía Yllana. Representación en 4 escenarios en la Huerta del Obispo, el 31 de octubre y 1 de noviembre. | [[File:Alcalá de Henares (31 de octubre y 1 de noviembre de 2024) Don Juan en Alcalá, dosier.pdf\|200px\|alt={{{Alt\|{{{descripción}}}]]               |

## Largometrajes
Durante algunas de las representaciones se rodaron películas en directo, producidas por Televisión Española, la mayoría de ellas se titulan "Don Juan Itinerante".
| N.º | Rodada | Título                  | Director          | Localizaciones    |
| --- | ------ | ----------------------- | ----------------- | ----------------- |
| 1   | 1984   | Don Juan Itinerante     | Antonio Guirau    | Huerta del Obispo |
| 2   | 1985   | Don Juan Itinerante     | Antonio Guirau    | Huerta del Obispo |
| 3   | 1987   | Don Juan Itinerante     | Antonio Guirau    | Huerta del Obispo |
| 4   | 1988   | Don Juan en Alcalá 1988 | Antonio Guirau    | Huerta del Obispo |
| 5   | 1991   | Don Juan Itinerante     | Francisco Ortuño  | Huerta del Obispo |
| 6   | 1993   | Don Juan Itinerante     | Guillermo Baeza   | Huerta del Obispo |
| 7   | 1997   | Don Juan Itinerante     | Antonio Guirau    | Huerta del Obispo |
| 8   | 1998   | Don Juan Itinerante     | Antonio Guirau    | Huerta del Obispo |
| 9   | 1999   | Don Juan Itinerante     | María Ruiz        | Huerta del Obispo |
| 10  | 2000   | Don Juan Itinerante     | María Ruiz        | Huerta del Obispo |
| 11  | 2003   | Don Juan Itinerante     | Eduardo Vasco     | Huerta del Obispo |
| 12  | 2004   | Don Juan Itinerante     | Natalia Menéndez  | Huerta del Obispo |
| 13  | 2005   | Don Juan en Alcalá 2005 | Jaime Azpilicueta | Huerta del Obispo |
| 14  | 2008   | Don Juan Itinerante     | Laila Ripoll      | Huerta del Obispo |
| 15  | 2018   | Don Juan en Alcalá 2018 | Ron Lalá          | Huerta del Obispo |

## Publicaciones
- Pallín Y. Don Juan en Alcalá 2003. XIX Representaciones itinerantes de Don Juan Tenorio de José Zorrilla. Alcalá de Henares: Fundación Colegio del Rey; 2003.
- Pallín Y. Don Juan en Alcalá 2004. XX Representaciones itinerantes de Don Juan Tenorio de José Zorrilla. Alcalá de Henares: Fundación Colegio del Rey; 2004.
- Don Juan en Alcalá 2005. XXI Representaciones itinerantes de Don Juan Tenorio de José Zorrilla. Alcalá de Henares: Fundación Colegio del Rey; 2005.

## Exposiciones
- El Tenorio en la escena española por Gyenes. I Jornadas en torno al mito de D. Juan. Alcalá de Henares; 29/10/1984 al 03/11/1984. Fundación Colegio del Rey; 1984.

## Burlando el mito
"Burlando el mito" es un paseo teatralizado por diversas localizaciones del casco histórico de Alcalá de Henares, cuyo objetivo es resaltar el papel de las mujeres en el Don Juan, tanto de Tirso de Molina como de José Zorrilla. Estas visitas las organiza la Concejalía de Turismo, y se realizan durante los fines de semana del mes de noviembre.

## Reconocimiento
En reconocimiento de la importancia de la obra Don Juan Tenorio, en Alcalá de Henares existen cuatro vías públicas dedicadas a sus principales personajes: la "Avenida de Don Juan Tenorio", la "Calle de Doña Inés de Ulloa", la "Calle de Doña Ana de Pantoja" y la "Calle de Don Luis Mejía".

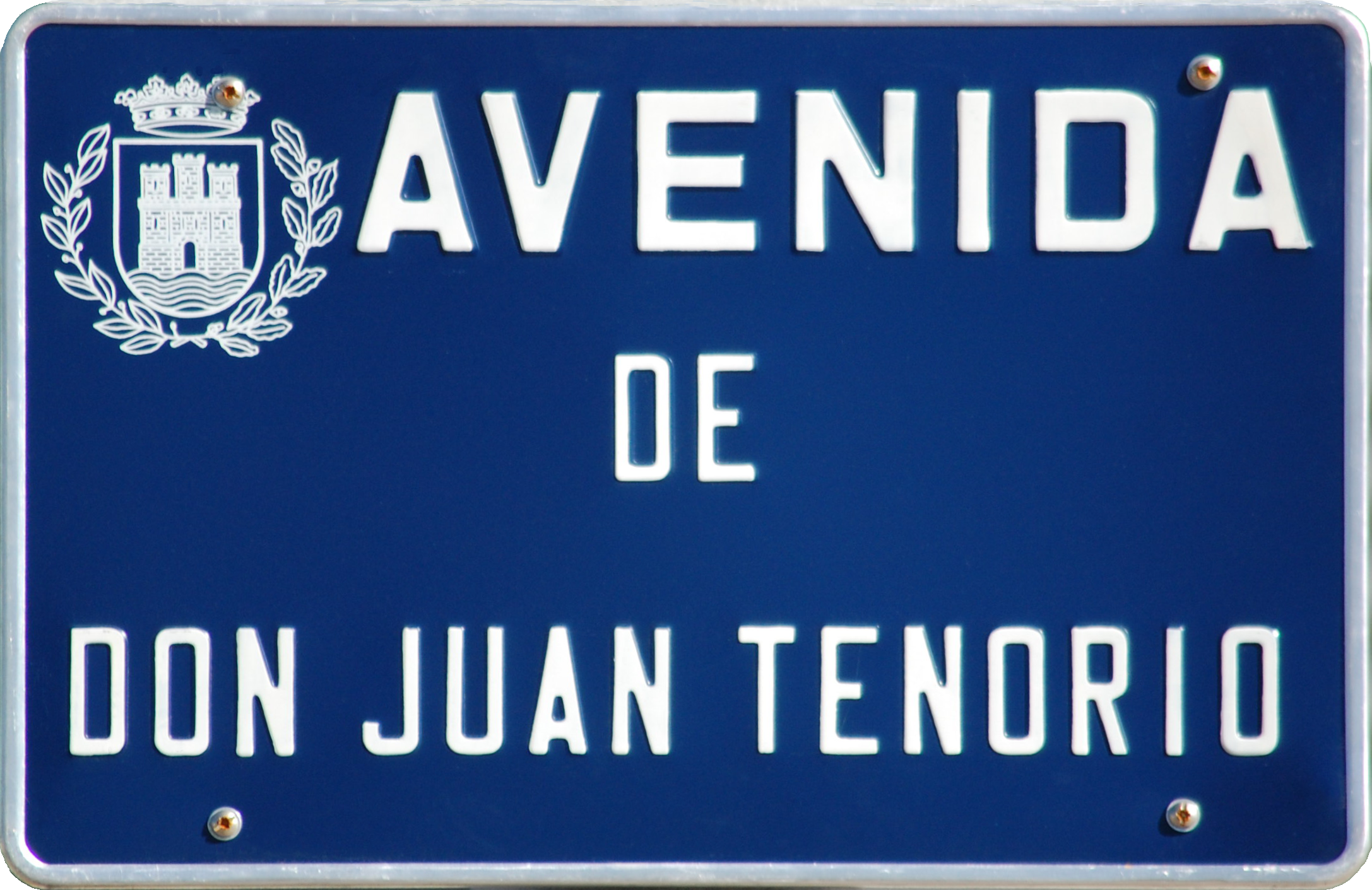
Don Juan Tenorio
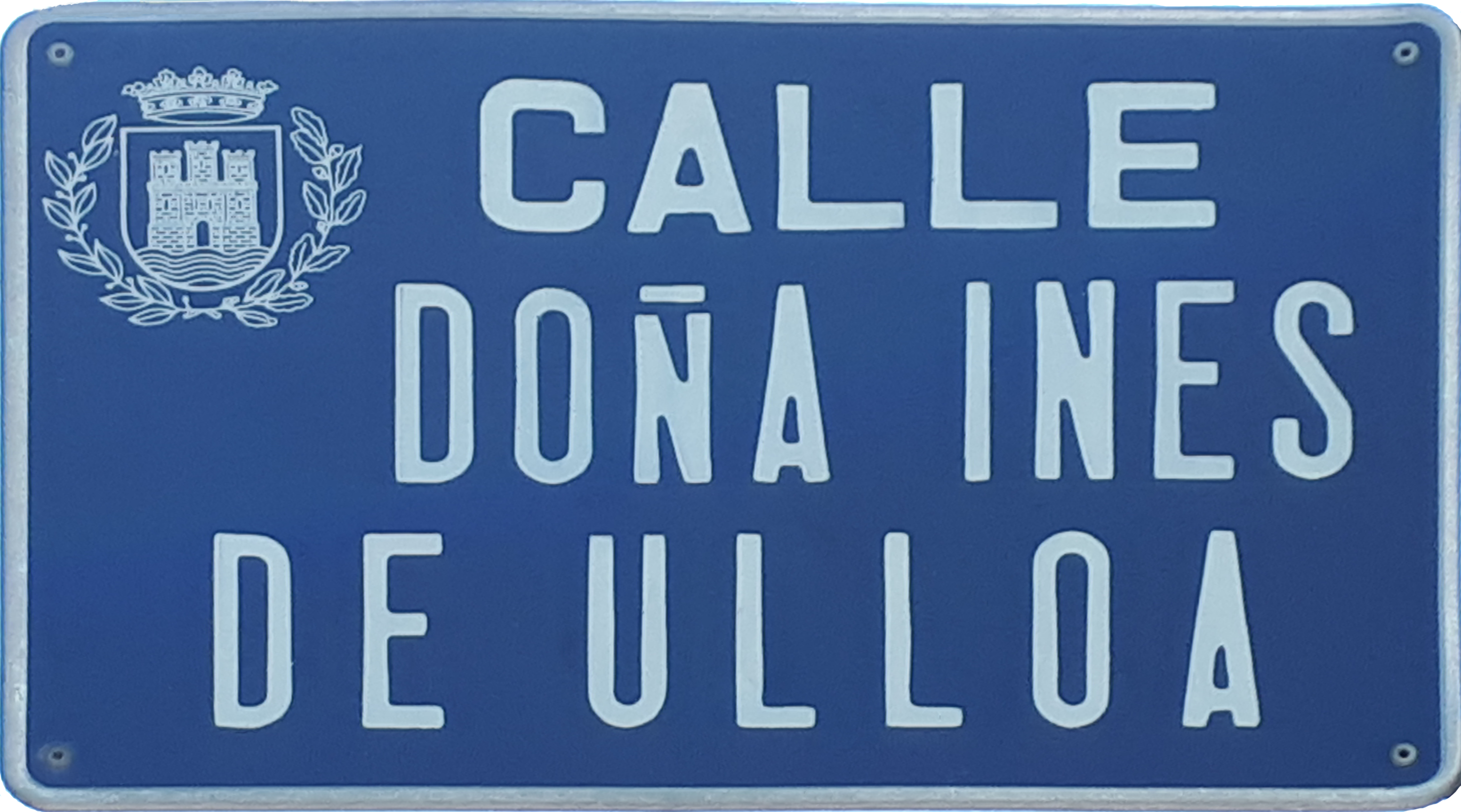
Doña Inés de Ulloa
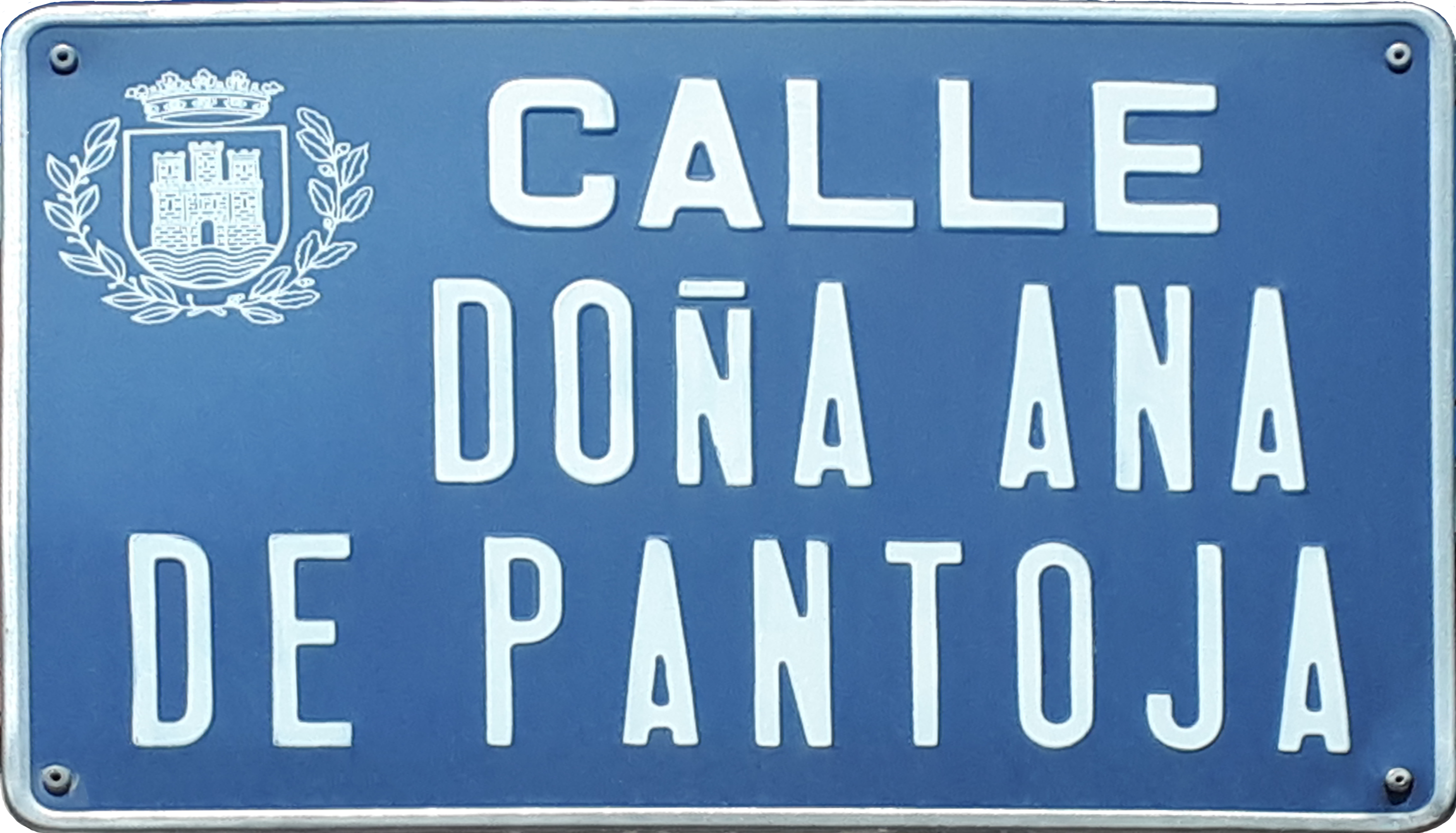
Doña Ana de Pantoja
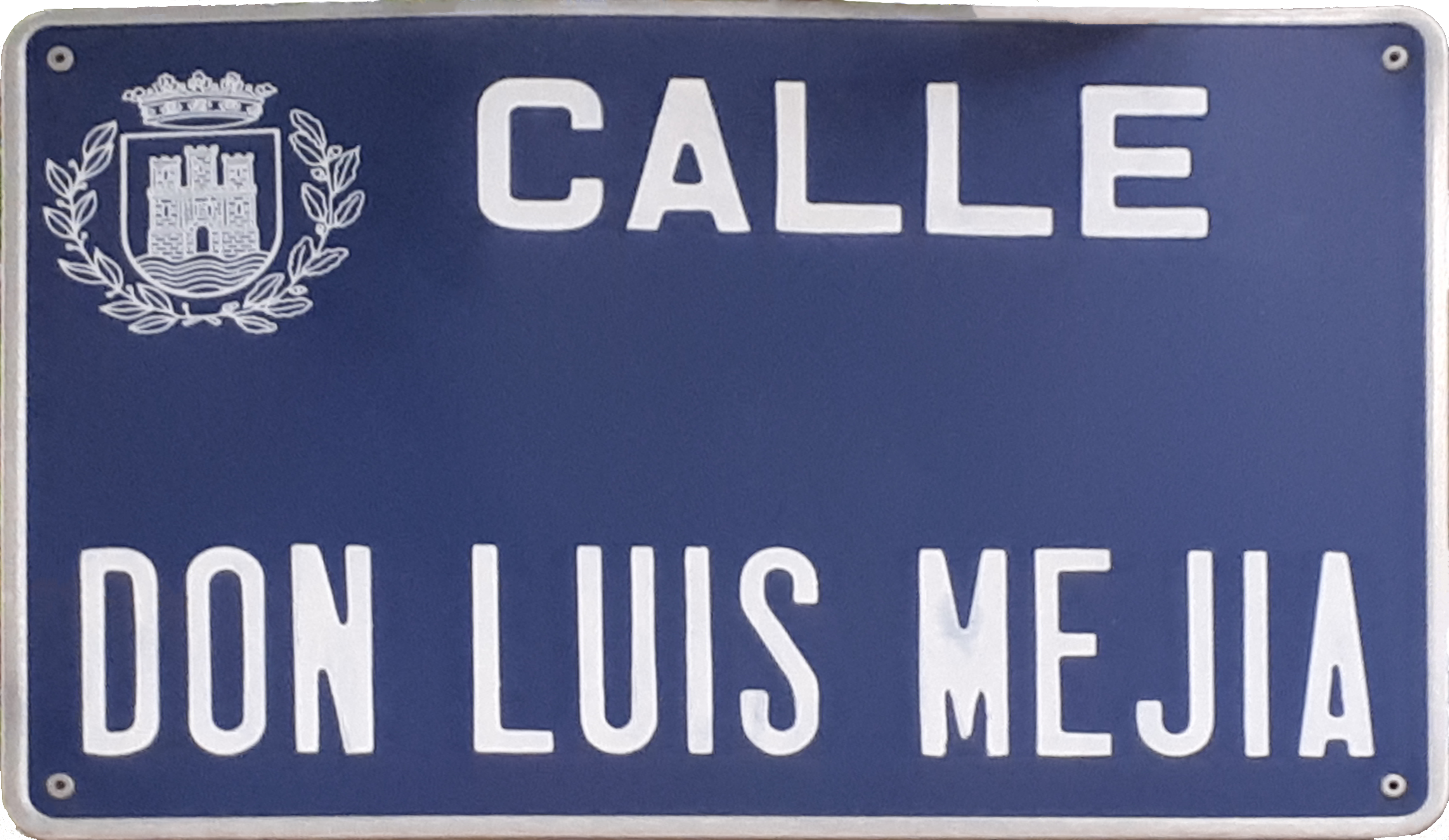
Don Luis Mejía